# Saint-Pé-de-Léren
Saint-Pé-de-Léren é uma comuna francesa na região administrativa da Nova Aquitânia, no departamento dos Pirenéus Atlânticos. Estende-se por uma área de 5,31 km². Em 2010 a comuna tinha 264 habitantes (densidade: 49,7 hab./km²).